# Dino Lucchetta
Dino Lucchetta (Torino, 13 marzo 1968) è un ex canottiere italiano.
Di ruolo timoniere, ha partecipato a due edizioni dei Giochi olimpici: a Seoul 1988 si è piazzato decimo nel quattro con e settimo nell'otto, mentre a Barcellona 1992 è stato nono nell'otto. Ha conquistato la medaglia di bronzo nel quattro con ai Mondiali 1987 e l'oro nella stessa specialità al Match des Seniors (competizione internazionale di canottaggio riservata ad atleti under-23) 1985.